# Spirostreptus impressopunctatus
Spirostreptus impressopunctatus är en mångfotingart som beskrevs av Koch 1867. Spirostreptus impressopunctatus ingår i släktet Spirostreptus och familjen Spirostreptidae. Inga underarter finns listade i Catalogue of Life.